# اچ‌اس‌دابلیوام‌اس پوک (۱۹)
اچ‌اس‌دابلیوام‌اس پوک (۱۹) (به انگلیسی: HSwMS Puke (19)) یک کشتی بود که طول آن ۸۹٫۴ متر (۲۹۳ فوت ۴ اینچ) بود. این کشتی در سال ۱۹۲۶ ساخته شد.